# Karl-Theodor Braun
Karl-Theodor Braun (* 27. Februar 1909 in Wien; † 15. Juni 1994 in Rostock) war ein deutscher Schiffbauingenieur und Hochschullehrer.

## Leben

### Familie
Karl-Theodor Braun entstammte einer Kaufmannsfamilie. Sein Vater, Paul Braun (* 28. Juli 1879 in Hamburg; † 22. März 1947 (Beerdigung) in Hietzing), war als Kaufmann im Wiener Vorort Hietzing tätig, während seine Mutter, Margarethe (* 20. Juni 1886 in Gutach im Breisgau; † 22. Juli 1910 in Hietzing), Tochter von Carl Gütermann (1856–1912), früh verstarb.
Sein Urgroßvater war der Nähseidenfabrikant Max Gütermann.
Er war seit 1940 verheiratet und hatte drei Kinder.

### Werdegang
Seine schulische Laufbahn begann Karl-Theodor Braun 1915, als er die Volksschule besuchte, die er vier Jahre später abschloss. Von 1919 bis 1927 besuchte er ein Realgymnasium (siehe Gymnasium Wenzgasse), wo er im Sommer 1927 die Matura ablegte. Im Herbst 1927 begann er sein Studium des Maschinenbaus an der Technischen Hochschule Wien. Im Sommer 1928 sammelte er praktische Erfahrungen in der Werkzeugmaschinenfabrik Ernst Krause & Co. in Wien, wo er in verschiedenen Abteilungen tätig war, unter anderem in der Schlosserei, der Schmiede und der Montage.
Ab Ende 1928 setzte er sein Studium in der Fachrichtung Schiffbau an der Technischen Hochschule Berlin-Charlottenburg fort. Im Sommer 1929 arbeitete er auf der Werft der Aktiengesellschaft „Weser“ in Bremen, wo er in der Turbinenfabrik, der Gießerei und der Bordmontage Erfahrung sammelte. In den Jahren 1930 und 1931 war er im Schiffbau-Ressort der Marinewerft Wilhelmshaven tätig, wo er in verschiedenen Bereichen des Schiffbaus arbeitete.
Bereits zum 1. März 1932 trat er der NSDAP bei (Mitgliedsnummer 952.013). Im selben Jahr fuhr er für drei Monate als außerplanmäßiger Maschinenassistent auf einem Motorschiff zur See. Nach dem Bestehen der Vorprüfung Ende 1931 legte er 1935 erfolgreich die Diplom-Hauptprüfung ab. Anschließend wählte er die Stelle eines Konstrukteurs im Schiffsbaubüro des Bremer Vulkan in Bremen-Vegesack, wo er sich mit der Erstellung von Werkstattzeichnungen und der Materialbeschaffung beschäftigte.
Da ihn diese Tätigkeit nicht langfristig erfüllte, trat er am 1. Juli 1936 bei der Binnenschiffwerft Gebrüder Sachsenberg AG in Roßlau als Konstrukteur ein. Dort arbeitete er an der Neuentwicklung von Booten aus Stahl und Leichtmetall, erstellte Werkstattzeichnungen und kümmerte sich um Materialbestellungen. 
Am 11. Juni 1941 wurde er stellvertretender Abteilungsleiter für Bootsbau und übernahm Verantwortung für Motor-Schleppboote und andere Kleinschiffe. Ein Jahr später wurde er Abteilungsleiter und übernahm zusätzlich die Leitung der Gruppe Binnenschiffbau. Neben der Betreuung der Serienfertigung war er auch für die Erprobung von Fahrzeugen und die Ausbildung von Lehrlingen in der Werkschule zuständig.
Nach Kriegsende 1945 blieb er bis zum 31. Juli 1945 bei der Gebr. Sachsenberg AG und war mit allgemeinen technischen Aufgaben beschäftigt (siehe Schiffbau in der DDR#Demontage und Wiederaufbau der Werften). Im August 1945 war er an der Gründung des Konstruktionsbau Roßlau (KBR) beteiligt und übernahm dort die Abteilungsleitung für Boots- und Binnenschiffbau.
Sein Tätigkeitsbereich umfasste die Konstruktion von Schlepp-Motorbooten und anderen Schiffen. Am 30. November 1948 endete seine Tätigkeit bei KBR, da er sich nicht bereit erklärte, nach Berlin überzusiedeln. Am 1. Dezember 1948 trat er die Stelle als Leiter der Arbeitsvorbereitung und Fertigungsplanung bei der VEB Roßlauer Schiffswerft an.
Im Jahr 1950 übernahm er die Leitung der Abteilung Forschung und Entwicklung und war gleichzeitig Fachlehrer für Schiffbau- und Schiffsmaschinenbau-Fachkunde an der Betriebsberufsschule. 1949 erhielt er den Forschungsauftrag zur „Weiterentwicklung der Kortdüse für Binnenschiffe“, der 1951 erweitert wurde. Im selben Jahr ernannte das damalige Ministerium für Maschinenbau ihn zum Chefkonstrukteur für den gesamten Binnenschiffbau und für Fischereifahrzeuge.
Er wurde 1953 als Professor mit Lehrstuhl für das Fachgebiet Theorie des Schiffes an die damalige Technische Fakultät für Schiffbau der Universität Rostock berufen. Er war zudem Mitarbeiter am Schiffbautechnischen Handbuch, einem international anerkannten Standardwerk, das unter der Herausgeberschaft von Werner Henschke im VEB Verlag Technik veröffentlicht wurde. Seine deutsche Bearbeitung des sowjetischen Fachbuches Herstellung von Schiffsschrauben von Lebedew Sokolow machte dieses Werk einem breiten Leserkreis zugänglich. 
Während seiner akademischen Laufbahn war er von 1953 bis 1968 Institutsdirektor des Instituts für Theorie des Schiffes und übernahm verschiedene Führungspositionen, darunter Fachrichtungsleiter Schiffbau und kommissarischer Direktor des Industrie-Instituts für Schiffbau. 
Er war auch ein aktives Mitglied der akademischen Selbstverwaltung der Universität und von 1954 bis 1968 im Senat der Universität und hatte verschiedene Ämter, darunter von 1960 bis 1962 als Prodekan von 1966 bis 1968 als Fachrichtungsleiter Schiffbau inne.
1974 erfolgte seine Emeritierung; ihm folgte Hans Gatzer (1929–2004) als ordentlicher Professor für Theorie des Schiffes.

### Berufliches Wirken
Während seiner 21-jährigen Tätigkeit an der Universität Rostock trug Braun maßgeblich zur Ausbildung vieler Jahrgänge von Studenten bei und setzte sich stetig für die Einheit von Praxis, Lehre, Erziehung und Forschung ein. Neben seiner Lehrtätigkeit im Direktstudium engagierte er sich auch in der Weiterbildung und im Fernstudium. Seine Beiträge im Industrie-Institut für Schiffbau ermöglichten es vielen erfahrenen Fachkräften, das notwendige technische Wissen für verantwortungsvolle Leitungspositionen zu erlangen.
Sein wissenschaftliches Wirken umfasste zahlreiche Veröffentlichungen in Fachzeitschriften, die sich mit seinen Forschungsschwerpunkten wie der Neigungsstabilität bei Schiffen, Dynamik, Propulsion, Kortdüsen und schiffstechnischem Versuchswesen beschäftigten.
Aufgrund seiner wissenschaftlichen Arbeiten wurde er in die International Towing Tank Conference (ITTC) aufgenommen.

## Ehrungen und Auszeichnungen
Für seine Verdienste erhielt Karl-Theodor Braun zahlreiche Ehrungen. 1961 wurde ihm die Verdienstmedaille der DDR verliehen, gefolgt von der Krylow-Plakette der Sowjetischen Wissenschaftlichen Gesellschaft für Schiffbau im Jahr 1963.
Er erhielt vier Auszeichnungen als Aktivist der sozialistischen Arbeit.

## Mitgliedschaften
Er war aktiv im Freien Deutschen Gewerkschaftsbund (FDGB), in der Deutsch-Sowjetischen Freundschaft (DSF) und im Kulturbund der DDR.